# Dolina Lotnicza
Dolina Lotnicza, właśc. Stowarzyszenie Grupy Przedsiębiorców Przemysłu Lotniczego „Dolina Lotnicza” (ang. Aviation Valley Association) – stowarzyszenie przedsiębiorców przemysłu lotniczego z południowo-wschodniej Polski, utworzone w kwietniu 2003. Członkami stowarzyszenia są przedsiębiorstwa głównie z następujących miast: Rzeszów, Mielec, Sędziszów Małopolski, Krosno, Świdnik. 

## Opis
W skład stowarzyszenia wchodzi ponad 179 podmiotów. Tworzą je firmy przemysłu lotniczego, ośrodki naukowo-badawcze oraz zaplecze edukacyjne i szkoleniowe. Dolina Lotnicza jest szansą Polski południowo-wschodniej na przekształcenie się w jeden z wiodących regionów lotniczych poprzez dostarczenie różnorodnych produktów i usług z zakresu przemysłu lotniczego. Inne zadania szczegółowe Doliny Lotniczej to przyciąganie inwestorów zagranicznych, rozwijanie współpracy  z innymi ośrodkami lotniczymi oraz promowanie współpracy z uczelniami technicznymi, instytutami naukowymi, jednostkami badawczymi.
W 2009 roku wchodzące w skład stowarzyszenia przedsiębiorstwa odnotowały obroty rzędu 2,8 mld zł (w 2003 - 710 mln zł) i zatrudniały 22 tys. pracowników (w 2003 - 9 tys.). Zasadniczą częścią ich działalności jest produkcja części i komponentów (artykuły do obróbki ściernej, części optyczne, części ze stali nierdzewnej i stopów, gondole, koła zębate, kadłuby, matryce odlewnicze, osłony silników, podzespoły, powłoki plazmowe, skrzynki napędów, urządzenia pomiarowe, wirniki turbin, łożyska, zawory, zespoły kompozytowe dla szybowców i samolotów), w znacznie mniejszym zakresie produkcja samolotów i śmigłowców. 90% produkcji jest eksportowana, głównie do USA, Włoch, Kanady, Rosji, Francji, Wielkiej Brytanii oraz Niemiec, natomiast import pochodzi z USA oraz Hiszpanii. Największym odbiorcą produktów jest polski rząd.
Członkiem Doliny Lotniczej może zostać przedsiębiorstwo lub instytucja związana z przemysłem lotniczym z południowo-wschodniej Polski, posiadająca rekomendację przynajmniej dwóch obecnych członków Stowarzyszenia.
Dolina Lotnicza jest również największym i najbardziej znanym klastrem przemysłowym w Polsce. 
Stowarzyszenie jest członkiem założycielem EACP (European Aerospace Cluster Partnership).